# Lichtparcours 2010

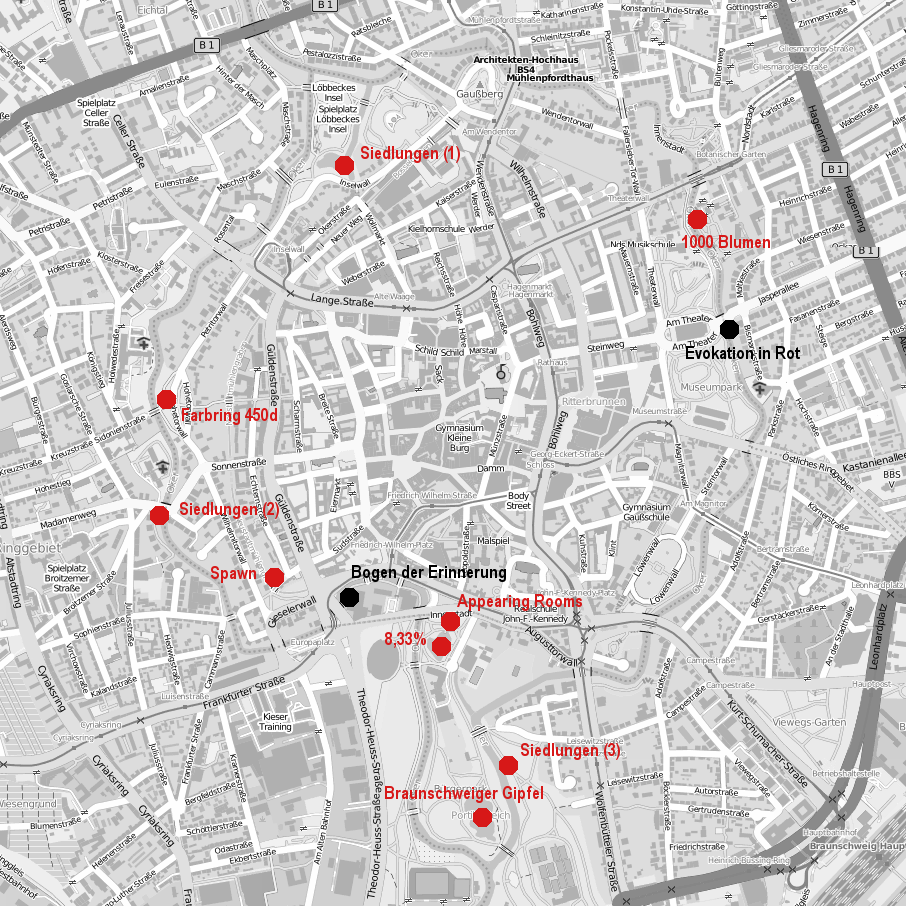
Standorte der Kunstprojekte

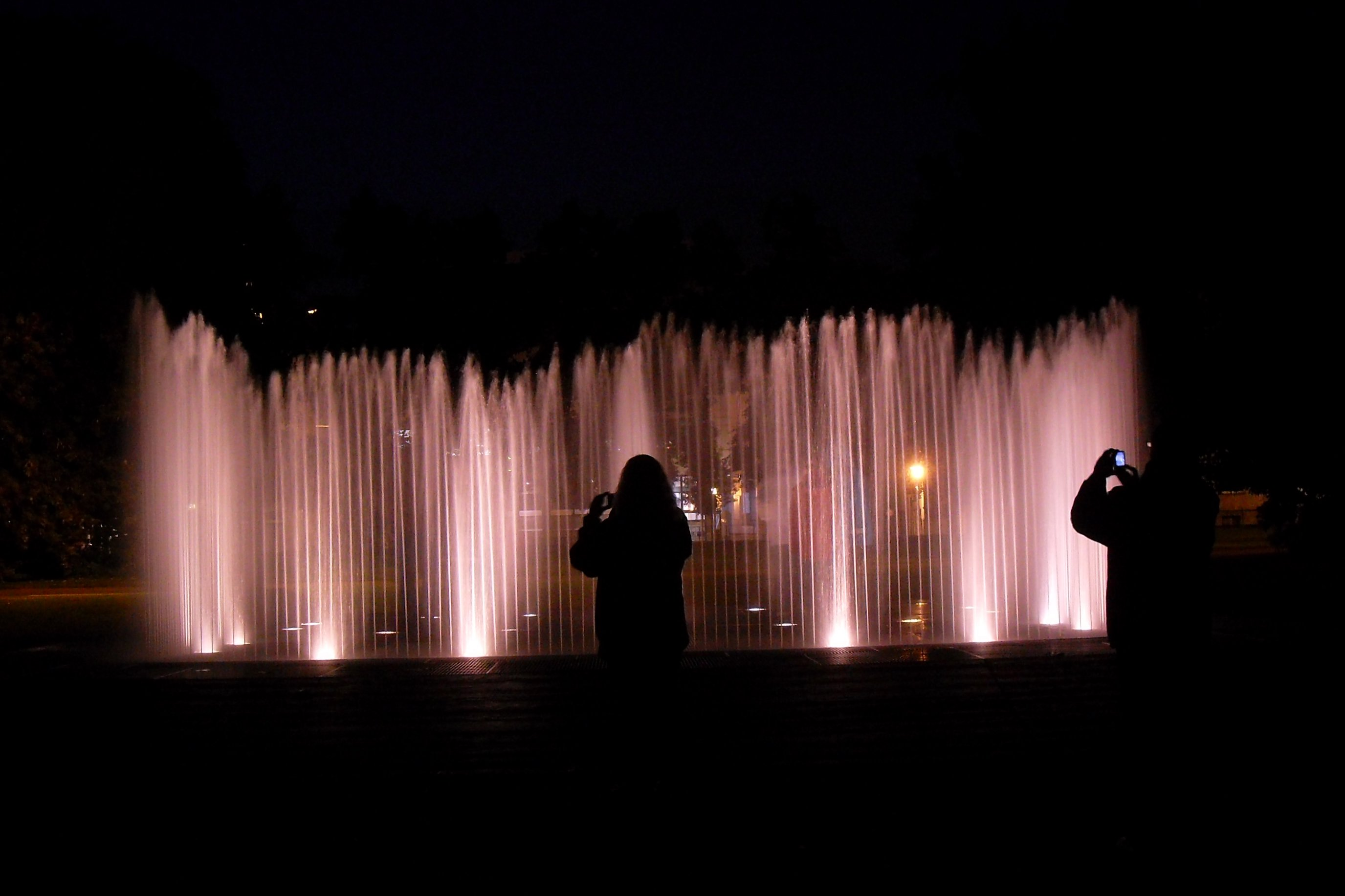
„appearing rooms“

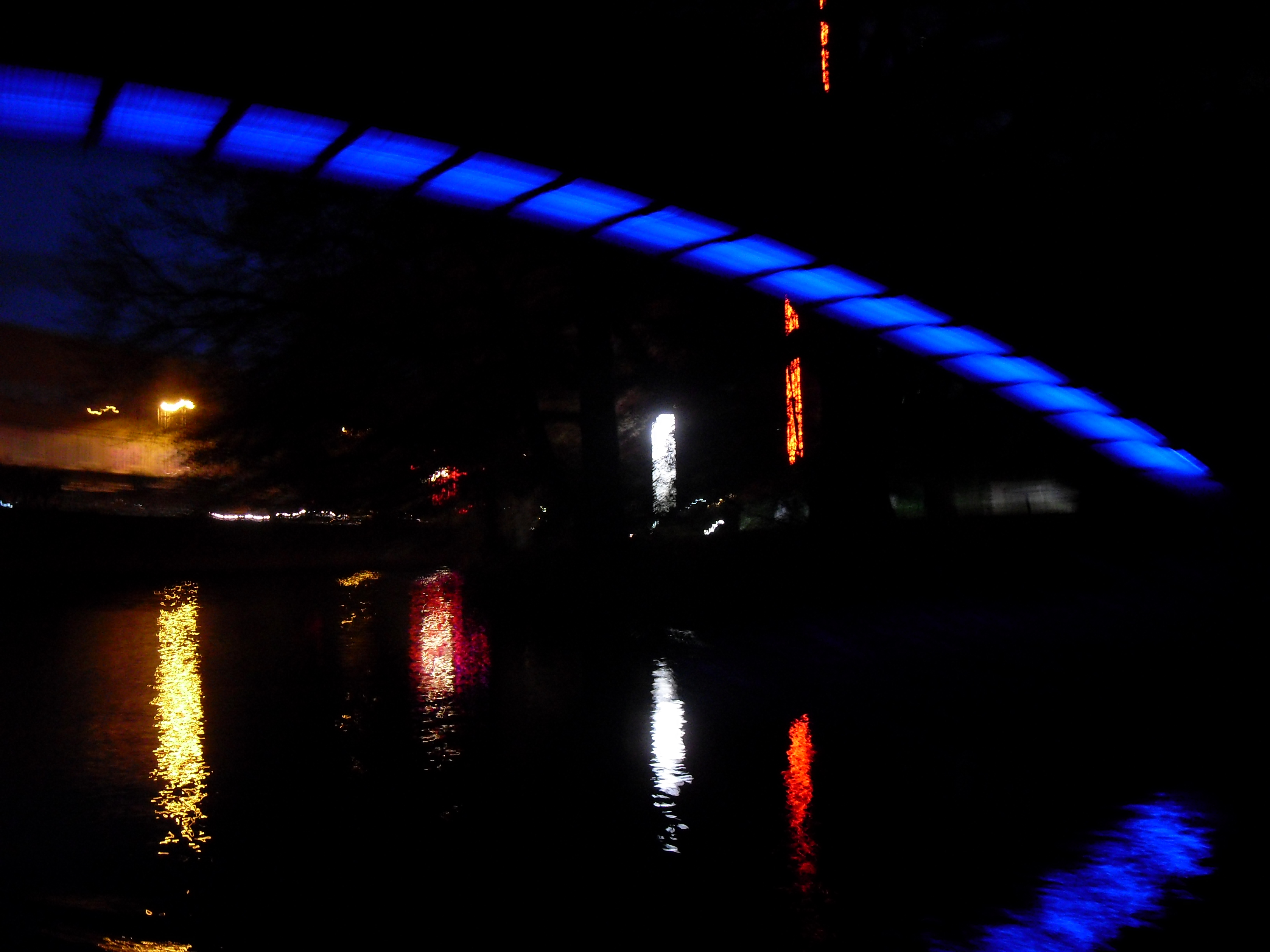
„Bogen der Erinnerung“

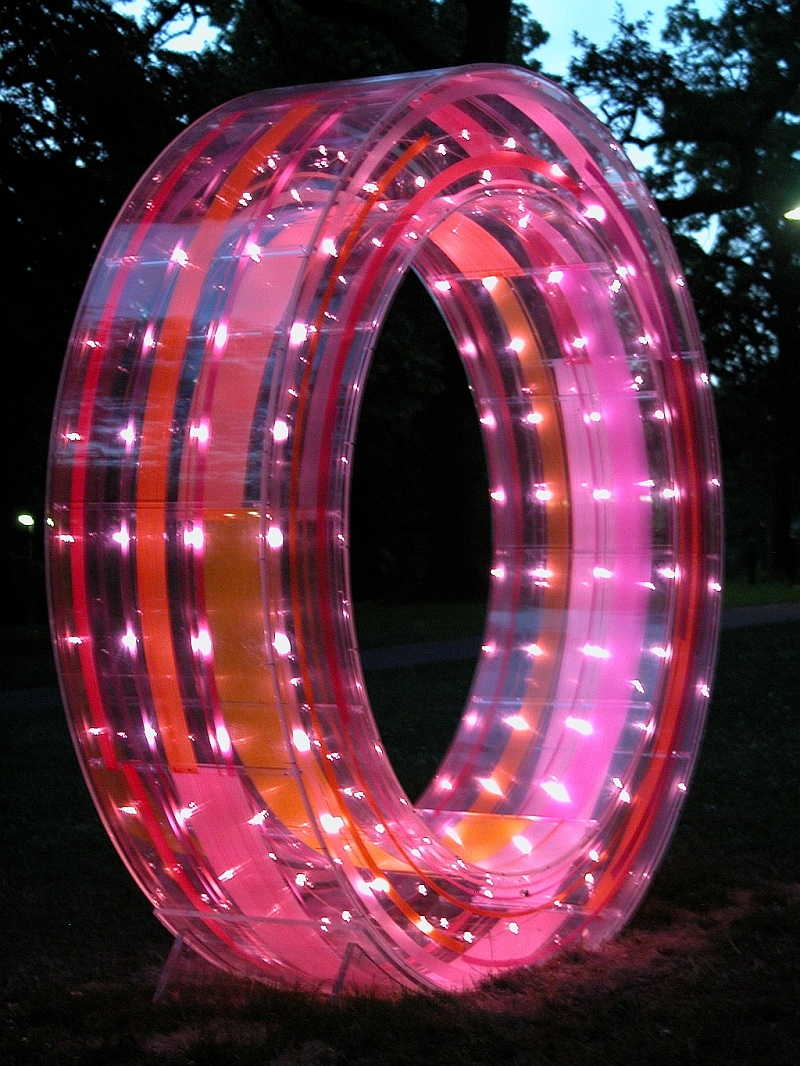
„farbring 450d“

Der Lichtparcours 2010 war eine Ausstellung zeitgenössischer Kunst im öffentlichen Raum, die vom 19. Juni 2010 bis zum 30. September 2010 entlang der Umflutgräben und der Oker in Braunschweig stattfand. Der Lichtparcours umfasste sieben temporäre Installationen sowie zwei dauerhafte Installationen.
Zur Erkundung des Parcours wurden Boots- und Segwaytouren angeboten. Als Hinweise und Wegweiser wurden in der Innenstadt ab dem 14. Mai sogenannte Lichtkuben (Leuchtende Kunststoffquadrate) aufgestellt.

## Geschichte
Das Auswahlgremium bestand aus Barbara Straka, Hilke Wagner, Anja Hesse und Michael Schwarz. Am 17. März wurde am Prinzenweg und Gieselerwall ein Lichterfest zum Lichtparcours veranstaltet. Der Lichtparcours 2010 wurde am Samstag, den 19. Juni im Kiryat-Tivon-Park unter der Anwesenheit des Oberbürgermeisters Gert Hoffmann eröffnet. Zum Auftakt fand ein Fest mit Licht-Musik-Inszenierung statt, bei dem neben Musikern auch Kunstschaffende wie beispielsweise Stelzenläufer in Leuchtkostümen auftraten.

## Künstler und Projekte
Beteiligt waren die Künstler Thomas Bartels, Jeppe Hein, Jan Köchermann, Rainer Gottemeier, Arend Zwicker, Christiane Stegat und Susanne Rottenbacher.
Zu den Exponaten zählten: 1000 Blumen, appearing rooms, Siedlungen, Braunschweiger Gipfel, 8,33 %, spawn und farbring 450 d. Mit einbezogen wurden die dauerhaft installierten Objekte Evokation in Rot und Bogen der Erinnerung (Okerlicht). Die Künstler konnten den Standort der Installationen innerhalb des Okerbereichs frei wählen.

### Installationen
- 1) Die Installation „1000 Blumen“ von Thomals Bartels befand sich auf dem Östlichen Umflutgraben in der Nähe der Fallersleber-Tor-Brücke. Sie bestand aus drei modifizierten Betonmischern, die mit Scheinwerfern und farbigen Glasstücken gefüllt waren und während des Drehens Muster auf die Bäume am Ufer projizierten.
- 2) Die „Appearing Rooms“ von Jeppe Hein war ein Pavillon aus Wasserwänden im Kiryat-Tivon-Park. Diese beleuchteten Wasserwände verschwanden programmiert und gaben den Zugang in den Pavillon und seiner Räume frei. Dadurch entstand ein Labyrinth in dem sich die Besucher begeben konnten. Die Räume veränderten ihre Anzahl und Größe.
- 3) Die „Siedlungen“ von Jan Köchermann befanden sich an drei Standorten über dem Wasser: Im Bürgerpark, an der Hohetorbrücke und am Bammelsburger Teich. Die Siedlungen bestanden aus mehreren leuchtenden Häusermodellen, die aus einem Metallgerüst gebaut wurden und mit bedruckter PVC-Folie bezogen wurden. Durch die Anbringung mit Schnüren an Bäumen, schwebten diese in der Luft.
- 4) Der „Braunschweiger Gipfel“ von Rainer Gottemeier befand sich auf dem Portikusteich und am Portikus im Bürgerpark. Neben einer Textprojektion auf den Wänden des Portikus mit dem Satz „Sieh nach den Sternen, gib acht auf die Gassen“ von Wilhelm Raabe wurden auf dem Portikusteich Kugeln und Neonstabbojen verteilt angebracht.
- 5) „8,33 %“ von Arend Zwicker war ein künstlicher Eisberg mit spiegelnder Oberfläche, der im Stadtbadteich im Kiryat-Tivon-Park aufgebaut wurde. Der Eisberg drehte sich um die eigene Achse und wurde seitlich von Scheinwerfern angeleuchtet. Der Name bezieht sich darauf, dass Eis im Süßwasser zu 8,33 % aus dem Wasser herausragt.
- 6) „Spawn“ von Christiane Stegat befand sich am Neustadtmühlengraben an der Prinzenwegbrücke. Es bestand aus mehreren kleinen leuchtenden Kugeln. Wie der englische Name andeutet, handelt es sich um eine große Nachbildung von Laich. Dieser Laich war so angeordnet, dass es so aussah als käme der Laich aus einem Hausfenster herausgelaufen und bewege sich in Richtung des Wassergrabens.
- 7) Der Farbring 450 d von Susanne Rottenbacher stand am Hohetorwall. Der Kunststoffring hatte im inneren mehrere farbige Streifen und LED-Lichtpunkte. Dabei wechselte die Stärke des Lichts regelmäßig.

## Fortsetzungen
Für 2020 ist der fünfte Lichtparcours geplant. Am 25. und 26. Oktober 2018 findet an der Hochschule für Bildende Künste Braunschweig ein Kolloquium des Zusammenschlusses LIFA (Light in Fine Arts statt) mit dem Titel „Lichtkunst und kuratorisches Handeln“ statt. Die Tagung wird in Zusammenarbeit mit der Hochschule für Bildende Künste Saar und der Stadt Braunschweig veranstaltet und bildet den Auftakt für die kuratorische Arbeit für den 5. Lichtparcours.
Bereits im Vorfeld sprachen sich einige Initiativen für eine Einbeziehung der sogenannten Echobrücke, einer ehemaligen Eisenbahnbrücke über die Oker am Kennelweg, beim Lichtparcours 2020 aus.